# Helgakviða Hundingsbana I
Det første kvad om Helge Hundingsbane (Vølsungekvadet, Völsungakviða, Helgakviða Hundingsbane I) er et norrønt digt fra Den ældre Edda. Det udgør et af digtene om Helge Hundingsbane sammen med Det andet kvad om Helge Hundingsbane (Helgakviða Hundingsbane II) og Kvadet om Helge Hjorvardsson. 56 vers er bevaret, og digtet regnes som komplet overleveret.
Det første kvad fortæller om Helges fødsel, kampen med Hunding, mødet med valkyrien Sigrun, kampen med Hodbrodd og brylluppet med Sigrun. I Eddaen er digtet en fortsættelse af Kvadet om Helge Hjorvardsson, hvor heltene Helge Hjorvardsson og Svava genfødes som Helge Hundingsbane og Sigrun. I Codex Regius bliver det dog efterfulgt af Kvadet om Helge Hjorvardsson.

## Datering
Filologen Finnur Jónsson mener, at digtet er blandt de yngste kvad, med henvisning til Helges alder - han siges at være 15 år, da han slog Hunding ihjel. Det antyder en myndighedsalder på 15 år, der blev indført først i 1000-tallet. Han viser også til enkelte sproglige udtryk.
Stedet, som omtales i digtet, er blevet diskuteret hyppigt blandt forskere; svenske forskere har peget på at stednavne som Bråvalla og Brandey (moderne svensk: Brandö), og skikkelser som Ylfingerne, Høgne og Granmar, placerer begivenhederne i Östergötland eller Södermanland. Der omtales i Ynglingesagaen en svensk konge, Granmar i Södermanland.
Digtet er også flertydigt, idet Helges ophav tilskrives både Ylfing-, Yngling- og Vølsung-slægterne, hvilket tyder på, at digtet er en sammenskrivning af flere sagn.
Digtet starter på et sted kaldet Brålund, hvor Helge Hundingsbane bliver født som søn af Sigmund og Borghild. Nornerne ankommer for at forme heltens fremtid.